# 哥伦比亚国民议会
哥伦比亚共和国国民议会（西班牙語：Congreso de la República de Colombia）是哥伦比亚的国家立法机关。国民议会实行两院制，由参议院和众议院组成。每届国民议会任期4年。哥伦比亚实行总统制，立法、行政和司法三权分立，国民议会享有较高的地位，拥有较大的独立性。